# Mario Andreotti

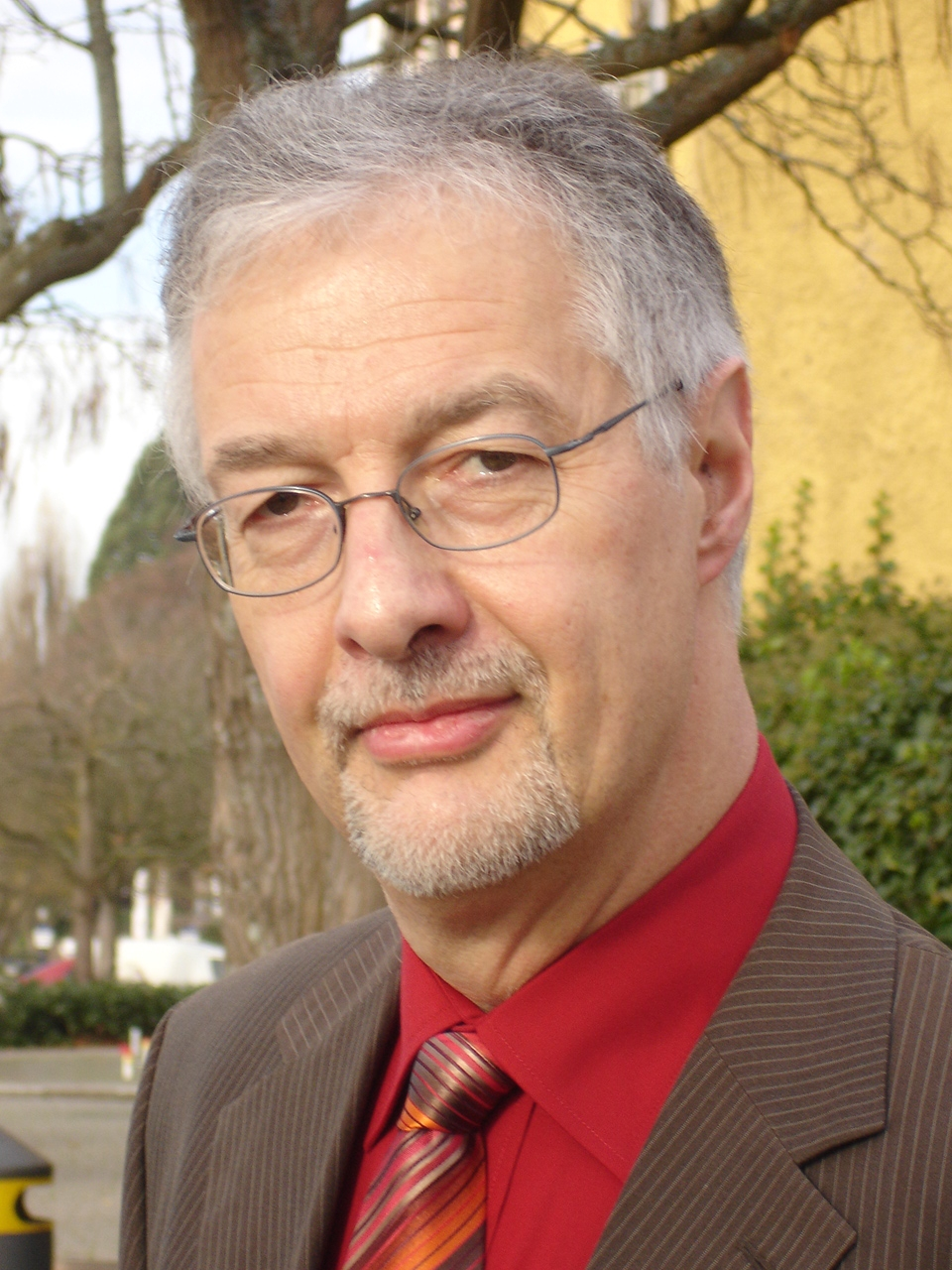
Mario Andreotti (2006)

Mario Andreotti (* 9. Juli 1947 in Glarus) ist ein Schweizer Germanist. Reputation in seinem Fachgebiet erlangte der Sprachwissenschaftler für sein Standardwerk Die Struktur der modernen Literatur, welches erstmals 1983 beim Haupt Verlag erschien. Als Experte für moderne deutsche Literatur ist er Mitglied in verschiedenen Literaturkommissionen und Jurymitglied bei der Vergabe des Ravicini-Preises, wie auch beim Bodensee-Literaturpreis der Stadt Überlingen. Es erscheinen regelmässig Kolumnen und Meinungsbeiträge von Andreotti in renommierten Zeitungen und Zeitschriften und als ständiges Redaktionsmitglied von Vision, der Schweizerischen Hochschulzeitung, schreibt er weitere journalistische Beiträge. Zudem ist Mario Andreotti Mitverleger und Autor des Kulturmagazins eXperimenta.

## Leben
Mario Andreotti studierte Germanistik, Geschichte und Didaktik des höheren Lehramtes in Zürich. Im Jahre 1975 promovierte er bei Emil Staiger mit einer Doktorarbeit über Jeremias Gotthelf. 1977 erwarb er das Diplom für das Höhere Lehramt an Gymnasien. Bis 2012 war Andreotti Lehrer an der Kantonsschule am Burggraben in St. Gallen. Ausserdem war er Lehrbeauftragter für öffentliche Vorlesungen für Sprach- und Literaturwissenschaft an der Universität St. Gallen und nebenamtlicher Dozent für Literatur und Literaturtheorie an der Höheren Fachschule für Sprachberufe in Zürich und an der Pädagogischen Hochschule Vorarlberg (Feldkirch).
Heute hält der Germanist weiterhin zahlreiche Vorträge und gibt alljährlich ein Seminar über moderne Literatur mit Workshop in Irsee im Allgäu (Deutschland, Bayern).
Mario Andreotti ist verheiratet und hat drei Kinder. Er lebt mit seiner Frau in der Gemeinde Eggersriet im Kanton St. Gallen (Schweiz).

## Schriften (Auswahl)
- Das Motiv des Fremden im Werke Gotthelfs. Vetter, Zürich 1975 (Dissertation)
- Einführung in den Abhandlungsaufsatz. Vetter, Thal 1978, 1986
- Und ER bewegt uns doch. Autoren äussern sich zur Frage nach Gott (als Hg.). Amboss, St. Gallen 1988
- Traditionelles und modernes Drama. Haupt, Bern/Stuttgart/Wien 1996, ISBN 3-258-05225-5
- Die Struktur der modernen Literatur. Neue Wege in der Textinterpretation: Erzählprosa und Lyrik  [1983]. 6. Auflage. Haupt, Bern/Stuttgart/Wien 2022, ISBN 978-3-8252-5644-9